# Верзилово (городской округ Кашира)
Верзилово — деревня в городском округе Кашира Московской области.

## География
Находится в южной части Московской области на расстоянии приблизительно 9 км на юг по прямой от железнодорожной станции Кашира.

## История
Известна с 1859 года, когда здесь (тогда сельцо) было 11 дворов. До 2015 года входила в состав сельского поселения Базаровского Каширского района.

## Население
Постоянное население составляло 118 жителей (1859), 15 в 2002 году (русские 60 %), 33 в 2010.